# Telmatogeton macswaini
Telmatogeton macswaini är en tvåvingeart som beskrevs av Wirth 1949. Telmatogeton macswaini ingår i släktet Telmatogeton och familjen fjädermyggor.
Artens utbredningsområde är Kalifornien. Inga underarter finns listade i Catalogue of Life.